# Ștefan Berariu
Ștefan Constantin Berariu (Dumbrăveni, 14 gennaio 1999) è un canottiere rumeno, vincitore della medaglia d'argento nel quattro senza ai Campionati del mondo 2019 e ai Giochi olimpici del 2020.

## Palmarès
- Mondiali

Linz-Ottensheim 2019: argento nel 4 senza.
- Europei

Glasgow 2018: oro nel 4 senza.
Varese 2021: argento nel 4 senza.